# Ottleys Gut
Ottleys Gut (auch: Ottley’s Ghut) ist ein Intermittent Stream an der Nordküste der Karibikinsel St. Kitts.

## Geographie
Der Fluss entspringt im Zentrum des Parish Saint Mary Cayon, am Hang der Verchilds und verläuft in nördlicher Richtung. Er mündet bei der gleichnamigen Siedlung Ottley’s in die Grange Bay in den Atlantik. Weiter westlich verläuft der Lodge Gut, der ebenfalls an der Grange Bay mündet.